# مسجد سیف الدوله
مسجد سیف الدوله مربوط به دوره قاجار است و در ملایر، ضلع جنوبی پارک سیفیه واقع شده و این اثر در تاریخ ۲۷ دی ۱۳۷۷ با شمارهٔ ثبت ۲۲۵۸ به‌عنوان یکی از آثار ملی ایران به ثبت رسیده است.